# Медея (фильм, 1969)
«Меде́я» (итал. «Medea») — фильм Пьера Паоло Пазолини 1969 года по мотивам одноименной трагедии Еврипида.

## Сюжет
Фильм является вольным изложением цикла древнегреческих мифов об аргонавтах и их плавании в Колхиду за золотым руном. Царство Медеи показано как обиталище безропотных жертв, занятых в кровавом культе, представляющим собой явную отсылку к христианской евхаристии. Аргонавты, напротив, предстают бандой насильников, скорее зверей, чем людей.
Отношения Медеи и Ясона после возвращения в Элладу показаны сообразно трагедии Еврипида. Пазолини дважды изображает историю мести Медеи, убившей Главку — новую жену Ясона и своих сыновей от него, с различных точек зрения, так что невозможно понять: сон ли это оставленной Медеи или же мифологизированное отражение ужасной человеческой трагедии. 
В первой версии Медея смертельно ранит Ясона, и он не в состоянии воспрепятствовать убийству детей и отправке Главке отравленного одеяния. 
Во второй версии, Главка, получив жреческое одеяние Медеи, как бы перевоплощается в неё саму, и, устрашась своей судьбы, кончает жизнь самоубийством.

Мария Каллас в роли Медеи

## Роли
- Мария Каллас — Медея
- Джузеппе Джентиле — Ясон
- Массимо Джиротти — Креон
- Лоран Терзиефф — кентавр Хирон
- Маргарет Клементи — Главка
- Пол Ябара — Пелий
- Серджо Трамонти — Апсирт